# Крученозубка кавказька
Крученозубка кавказька (Tortula caucasica) — вид мохів порядку потіальних (Pottiales).

## Поширення
Батьківщиною є Європа, Північна Америка, Азія.